# کنسرواتوار پاریس
کنسرواتوار پاریس (فرانسوی: Conservatoire de Paris‎) تلفظ فرانسوی: [ [kɔ̃sɛʁvatwaʁ də paʁi]] (به انگلیسی: Paris Conservatory)، یک کالج موسیقی و رقص است که در سال ۱۷۹۵ تأسیس شد. این کنسرواتوار که رسماً با نام کنسرواتوار ملی عالی موسیقی و رقص پاریس (به فرانسوی: Conservatoire National Supérieur de Musique et de Danse de Paris) تلفظ فرانسوی: [[راهنما:الفبای آوانگاری بین‌المللی فرانسوی|kɔ̃sɛʁvatwaʁ nɑsjɔnal sypeʁjœʁ də myzik e də dɑ̃s də paʁi]] (CNSMDP) شناخته می‌شود، در خیابان ژان ژورس در منطقه نوزدهم پاریس، فرانسه واقع شده است. این کنسرواتوار با الهام از سنت‌های «مکتب فرانسوی»، آموزش موسیقی و رقص ارائه می‌دهد.